# Nederlands Klassiek Verbond
Het Nederlands Klassiek Verbond (afgekort NKV) is een vereniging ter promotie van de (Grieks-Romeinse) oudheid. De vereniging richt zich hierbij niet alleen op de cultuurgeschiedenis van de klassieke oudheid, maar ook op archeologie, oudheidreceptie en taalkunde. De vereniging is momenteel actief in Nederland en België. Zij is statutair gevestigd te Utrecht.

## Activiteiten
Het NKV is de grootste vereniging op het gebied van de klassieke oudheid in het Nederlandse taalgebied. De vereniging beoogt de verspreiding van kennis van de klassieke oudheid in al haar facetten. Zij probeert dit doel te verwezenlijken door middel van leeskringen, lezingen, excursies, studentendagen en andere activiteiten. Daarnaast geeft het NKV vijfmaal per jaar het tijdschrift Hermeneus uit, en eenmaal per jaar de Imago-kalender; in beide publicaties zijn bijdragen te vinden van bekende Nederlandse classici. Voorts verleent het NKV (financiële) steun aan door studenten en scholen georganiseerde activiteiten, zoals toneelopvoeringen. Vanwege het NKV is er aan de Rijksuniversiteit Groningen een bijzondere leerstoel voor de receptie van de oudheid.

### Klassieke Olympiaden
Samen met de Vereniging Classici Nederland en de vereniging Vrienden van het Gymnasium organiseert het NKV de Klassieke Olympiaden. Deze jaarlijks terugkerende wedstrijden nodigen jongeren en volwassenen uit om hun vertaalkunsten tot maximale ontplooiing te laten komen. Voor jongeren worden er op locaties vertaalwedstrijden in Latijn en Grieks georganiseerd. Voor volwassenen worden er een opgave Latijn en een opgave Grieks beschikbaar gesteld die vervolgens kunnen worden ingezonden.

### Homerusprijs
Sinds 2010 reikt het NKV jaarlijks de (NKV-)Homerusprijs uit voor het beste Nederlandstalige oudheidboek. De prijsuitreiking vindt ieder jaar tijdens de Week van de Klassieken plaats in het Rijksmuseum van Oudheden te Leiden. De volgende auteurs en boeken hebben de Homerusprijs gewonnen:
| Jaar | Winnaar                                                        | Boek                                                                                         | Overige nominaties | Jury                                             |
| ---- | -------------------------------------------------------------- | -------------------------------------------------------------------------------------------- | --- | ------------------------------------------------ |
| 2010 | René Veenman (†)                                               | De klassieke traditie in de Lage Landen                                                      | |                                                  |
| 2011 | Jona Lendering en Arjen Bosman                                 | De rand van het Rijk. De Romeinen en de Lage Landen                                          | |                                                  |
| 2012 | Jeanine De Landtsheer                                          | Desiderius Erasmus: Spreekwoorden (Adagia)                                                   | |                                                  |
| 2013 | Jan-Maarten Bremer en Ton Kessels                              | Aristoteles: Politica                                                                        | |                                                  |
| 2014 | Daan den Hengst                                                | Ammianus Marcellinus. Julianus, de laatste heidense keizer                                   | |                                                  |
| 2015 | Christian Laes                                                 | Beperkt? Gehandicapten in het Romeinse Rijk                                                  | |                                                  |
| 2016 | Toon van Houdt                                                 | Mietjes, monsters en barbaren. Hoe we de klassieke oudheid gebruiken om onszelf te begrijpen | |                                                  |
| 2017 | Patrick Lateur                                                 | Homeros: Odyssee. Een zwerver komt thuis                                                     | Jan Bloemendal, Latijn. Cultuurgeschiedenis van een wereldtaal; David Rijser, Een telkens nieuwe oudheid, of hoe Tiberius in New Jersey belandde                              |                                                  |
| 2018 | Arjen van Veelen                                               | Aantekeningen over het verplaatsen van obelisken                                             | Piet Gerbrandy en Casper de Jonge, Aristoteles: Poëtica; Karl Enenkel & Koen Ottenheym, Oudheid als ambitie. De zoektocht naar een passend verleden 1400-1700                 | Maarten Asscher, Patrick Lateur, Rosa van Gool   |
| 2019 | Leonard Rutgers                                                | De klassieke wereld in 52 ontdekkingen                                                       | Vincent Hunink en Jona Lendering, Het visioen van Constantijn; Inger Kuin, Leven met de goden                                                                                 | Maarten Asscher, Rosa van Gool, Arjen van Veelen |
| 2020 | Piet Gerbrandy                                                 | Boëthius. Troost in filosofie                                                                | Marcel Hulspas, Uit de diepten van de hel; Dorothee Olthof en Martine Teunissen, De laatste trends uit het oude Rome                                                          | Emilia Menkveld, Leonard Rutgers, Wim Verbaal    |
| 2021 | Wim Jurg                                                       | Onder dezelfde sterren, De laatste heidense senator en zijn christelijke vrienden            | Alexander van de Bunt, Wee de overwonnenen. Germanen, Kelten en Romeinen in de Lage Landen; Jona Lendering, Bedrieglijk echt. Oude papyri en moderne controverses             | Piet Gerbrandy, Emilia Menkveld, Wim Verbaal     |
| 2022 | Emily Hemelrijk                                                | Verborgen levens, publieke figuren. Romeinse vrouwen buiten Rome                             | Daan Nijssen, Het wereldrijk van het Tweestromenland: De opkomst van Assyrië, Babylonië en Perzië; Jeroen Bons, Monument van mijn denken. Isocrates: brieven en redevoeringen | Wim Jurg, Emilia Menkveld, Wim Verbaal           |
| 2023 | Inger Kuin                                                     | Diogenes. Leven en denken van een autonome geest                                             | Henk Singor, Constantinopel en de eerste jihad; Mirjam Remie, Het Gymnasium                                                                                                   | Roel Salemink,Wim Verbaal, Emily Hemelrijk       |
| 2024 | Eric Moormann en Janric van Rookhuijzen Ilja Leonard Pfeijffer | De Akropolis van Athene. Geschiedenis van een mythisch icoon Alkibiades                      | Paul Claes, Propertius: Cynthia | Emilia Menkveld, Wim Verbaal, Inger Kuin         |

### Homeruslezing
Sinds 2018 wordt aansluitend aan de uitreiking van de Homerusprijs de Homeruslezing gehouden. De afgelopen jaren werd deze lezing gegeven door:
- 2018: dr. Maarten Asscher
- 2019: Patrick Lateur, Europa. Mythologisch continent in eeuwige beweging
- 2020: prof. dr. Marita Mathijsen, Krimp in het Latijn
- 2021: dr. Kristien Hemmerechts, Mijn moeder de Romein
- 2022: Christiaan Weijts, Zeven mijlen langs de Limes
- 2023: Annelies Verbeke, De jeugd van tegenwoordig
- 2024: dr. Ilja Leonard Pfeijffer, Is geschiedenis fictie?